# Eugen Illés
Eugen Illés (* 28. Januar 1879 in Debrecen als Jenő Illés; † 17. Oktober 1951 in Budapest) war ein ungarischer Kameramann, Filmregisseur, Filmproduzent und Drehbuchautor.

## Leben
Illés studierte in Budapest und in Berlin Klassische Philosophie, Astronomie, Mathematik und Musik. 1901 betätigte er sich als Ingenieur und Schriftsteller.
1912 wurde er Kameramann und bald darauf auch Regisseur bei der Filmproduktionsgesellschaft Duskes GmbH in Berlin. Als Regisseur hatte er großen Anteil an der Entdeckung des Stummfilmstars Erna Morena. 1913 wurde er von Alfred Duskes in dessen neu gegründeter Produktionsfirma Literaria Film unter Vertrag genommen, bei einem Monatsgehalt von 600 Mark plus Bonus.
Illés inszenierte vor allem Sensations- und Abenteuergeschichten, daneben auch Komödien und Melodramen.
1915 kehrte er vorübergehend nach Ungarn zurück und drehte in Budapest Filme für verschiedene Auftraggeber. Ab 1917 war Illés wieder in Berlin und arbeitete für die Neutral-Film als Regisseur, Kameramann und Drehbuchautor. Unter seiner Regie entstand 1918 die erste Verfilmung des Romans Alraune. Illés war auch als Filmproduzent tätig und Inhaber der Illés Film Company mbH (1921–1928) und der Illés-Film GmbH (1922–1928). Im November 1928 gründete er die Rote Mühle GmbH und übernahm die Geschäftsleitung des gleichnamigen Berliner Kinos (Kurfürstendamm 122).

## Filmografie (Auswahl)
- 1913: Die Sphinx
- 1913: Irrwege
- 1913: Du sollst Vater und Mutter ehren
- 1913: Wurmstichig
- 1913: Die Hand des Schicksals
- 1914: Der Todessprung
- 1914: Die Zirkusheldin
- 1914: Das  Rennen ums Leben
- 1914: Die Stunde der Vergeltung
- 1914: Delila
- 1914: Exzentrische Launen
- 1914: Das Millionen-Halsband
- 1915: Seelen, die sich nachts begegnen
- 1917: Sulamith
- 1917: Lumpengrete
- 1918: Fata Morgana
- 1918: Fiaker Nr. 101
- 1918: Verworrene Wege
- 1918: Mania. Die Geschichte einer Zigarettenarbeiterin
- 1918: Alraune, die Henkerstochter, genannt die rote Hanne
- 1918: Ringende Seelen
- 1918: Der gelbe Schein
- 1919: Die von der Liebe leben
- 1920: Der Schrei des Gewissens
- 1920: Die Liebe der Sklavin
- 1920: Wenn Colombine winkt
- 1920: Moral
- 1921: Der Eisenbahnkönig (2 Teile)
- 1922: Jeremias
- 1924: Die Todgeweihten
- 1927: Das gefährliche Alter